# Zale perculta
Zale perculta är en fjärilsart som beskrevs av John G. Franclemont 1965. Zale perculta ingår i släktet Zale och familjen nattflyn. Inga underarter finns listade i Catalogue of Life.